# Arthonia peltigerea
Arthonia peltigerea är en lavart som beskrevs av Th. Fr. Arthonia peltigerea ingår i släktet Arthonia och familjen Arthoniaceae.  Arten är reproducerande i Sverige. Inga underarter finns listade i Catalogue of Life.